# 重山

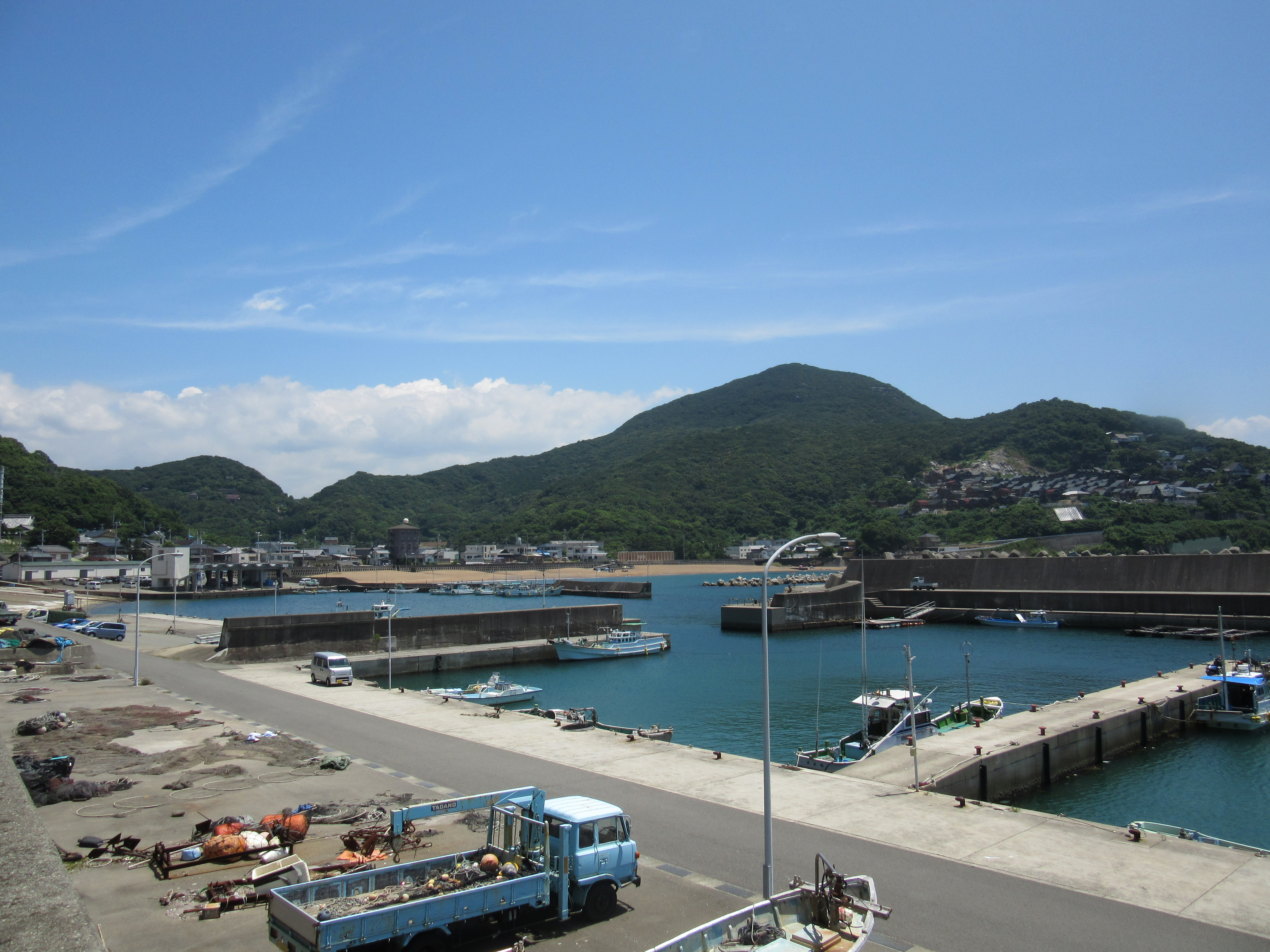
白崎港と重山

重山（かさねやま）は標高262.6メートル、和歌山県日高郡由良町の白崎にある山である。白崎海岸県立自然公園の一部である。山頂から紀伊水道を望む。
三角にとがった形をしている。

## 山頂
山頂に白雲山海宝寺があり、本堂横に三角点がある。

## 歴史
白雲山海宝寺は本尊千手観音（重山観音）で元は山麓にあった。平安時代、慈覚大師円仁が阿蘇山からの帰り暴風に遭い由良港に難を避け、千手観音を本尊として海宝寺を立てた。後に哲仏和尚が西国三十三所札所を決める日、朝寝をして札所からもれてしまい、朝寝山と揶揄された。それが変化して重山（加実山）と呼ばれるようになったという。戦時中は海軍紀伊防備隊司令部と陸軍燃料支廠の防衛の為に対空陣地が設営された。

## 自然
アカマツが後退しウバメガシが増えている。路は林の中だが中腹に岩場があり展望所となっている。

## 登山コース
登山コースはふもとの糸谷地区と神谷地区からの2コースある。山頂まではどちらも徒歩30分程度。
糸谷地区から5合目までは軽自動車が通れるほど道が広く舗装されている。

## 周辺
- 由良海つり公園
- 白崎海洋公園
- 興国寺

## 交通
- JRきのくに線紀伊由良駅から中紀バス　糸谷または神谷　下車